# Ruth Bell Graham
Ruth McCue Bell Graham (Huai'an, China, 10 de junio de 1920-Montreat, Carolina del Norte, 14 de junio de 2007) fue una filántropa, escritora y pintora estadounidense.

## Biografía
Nació en China donde su padres eran misioneros presbiterianos, su padre Lemuel Nelson Bell, era cirujano general. El 13 de agosto de 1943 contrajo matrimonio con Billy Graham, su compañero de clase en Wheaton, Illinois. Fue madre de cinco hijos Franklin, Nelson, Virginia, Anne y Ruth Graham Bell.
Graham dijo: «La vi andar por el camino hacia mí y no pude evitar mirarla fijamente mientras andaba. Ella me miró y nuestros ojos se encontraron, y sentí que era ella definitivamente la mujer con la que me quería casar». Ruth creía que él «quería agradar a Dios más que ningún otro hombre que hubiera conocido». Se casaron dos meses después de su graduación y más tarde vivieron en una gran cabaña diseñada por Ruth en las Montañas Blue Ridge en Motreat, Carolina del Norte.
Su marido Graham tenía una política de no estar nunca a solas con una mujer, aparte de su esposa Ruth. Eso ya se conoce como la Norma Billy Graham.
Escribió y fue coautora de más de catorce libros. 
Falleció el 14 de junio de 2007, a los 87 años, en Montreat. 